# Hana Karkanová
Hana Karkanová (* 23. února 1952 Brno) je česká historička umění, kurátorka výstav a vedoucí knihovny Moravské galerie v Brně.

## Život
Hana Karkanová se narodila 23. února 1952 v Brně jako Hana Krištofová. Po středoškolských studiích byla přijata na Filosofickou fakultu Univerzity Jana Evangelisty Purkyně (dnes Masarykova univerzita) v Brně, na obor dějiny umění a prehistorie. Krátce pracovala v Muzeu ve Vyškově, v Moravském zemském muzeu a několik let pak v Muzeu města Brna na Špilberku.

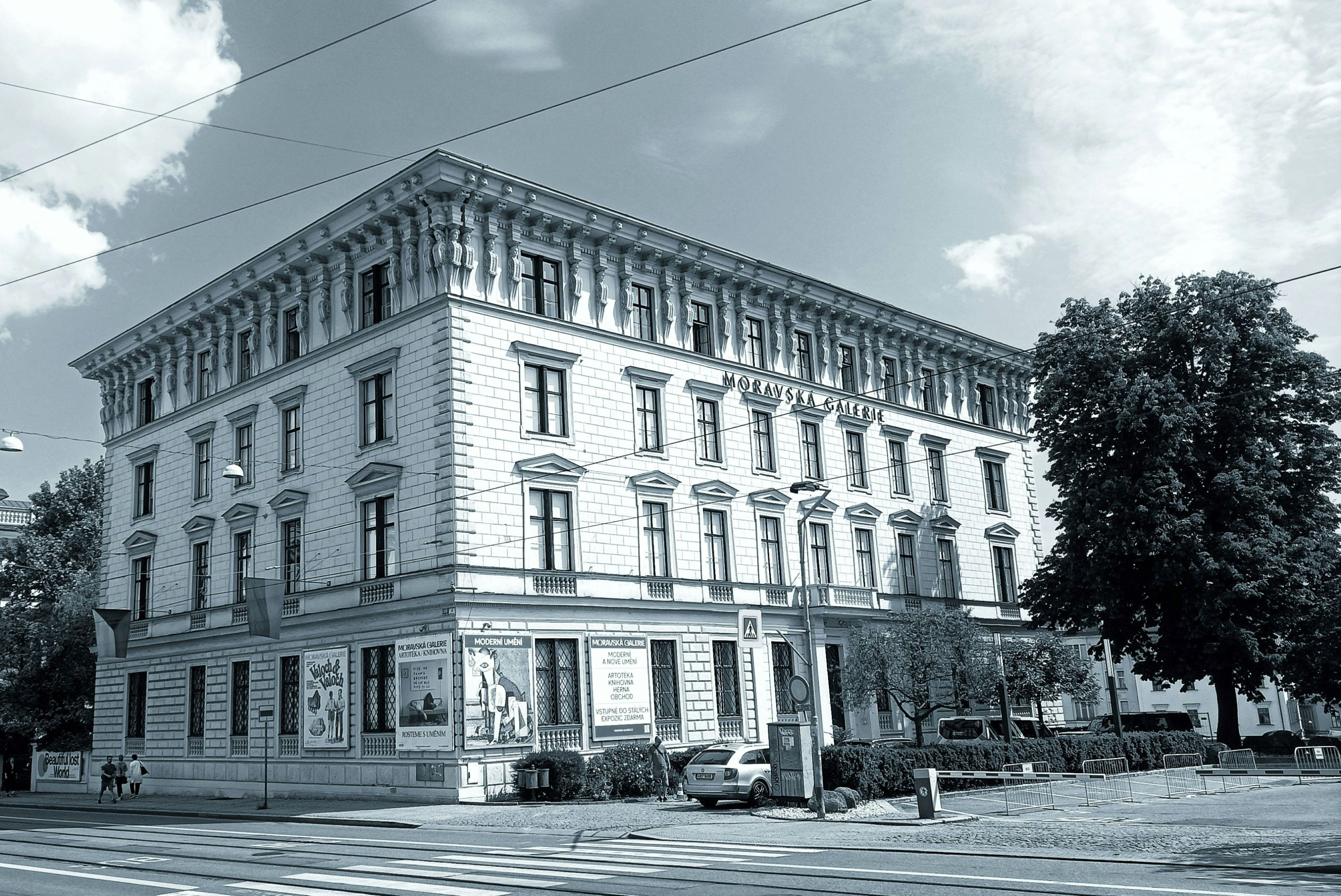
Knihovna Moravské galerie v Brně

Od roku 1989 pracovala v Moravské galerii jako kurátorka výstav a historička umění se zaměřením na českou grafiku a kresbu a brněnskou kulturu 20. století. Do roku 2012 byla i vedoucí muzejní knihovny. Po své předchůdkyni ve vedení knihovny Dagmar Halasové, převzala i správu jedinečné sbírky bibliofilií a umělecké knižní vazby, i když tato sbírka patří v Moravské galerii k těm menším. Umělecká knižní vazba se pak stala dlouholetým předmětem jejího odborného zájmu. Jako kurátorka připravila i výstavy uměleckých knihařů Jindřicha Svobody a Karla Dudeška a napsala řadu odborných článků k této problematice. Do knihovního fondu Moravské galerie nakupovala knihy v uměleckých knižních vazbách. Kolekce knižních vazeb v Moravské galerii je jedinečná přehledem dějin české knižní vazby od historických vazeb po současnost. Sbírku navštěvují badatelé i studenti a byla prezentována na různých výstavách.  

## Dílo - výběr
- KARKANOVÁ, Hana, ŠABATA ,Karel. Jiří Šindler: Ilustrační tvorba: Katalog výstavy, Polička květen-červen 1987, Hodonín červenec-srpen 1987. Hodonín: Galerie výtvarného umění, 1987. [30] s.
- KARKANOVÁ, Hana. Osobnosti brněnské grafiky 20. století ze sbírek Muzea města Brna. Brno: Dům umění města Brna, 1987. 14 nečíslovaných stran.
- KARKANOVÁ, Hana a ŠÁLKOVÁ, Jana. Současná česká kresba. Brno: Moravská galerie v Brně, 1990. 47 nečíslovaných stran.
- KARKANOVÁ, Hana.  Marie Filippovová: kresby, grafiky: Galerie Jaroslava Krále Brno: [157. výstava, 22.-31.5.1990. Brno: ČFVU - Dílo, 1990. [12] s.ISBN 80-7060-012-8
- KARKANOVÁ, Hana. Stálá expozice českého umění 20. století: [Katalog] = Permanent exhibition of 20th century czech art : [Moravská galerie Brno]. Brno: Moravská galerie, [1994]. 106, [84] s. ISBN 80-7027-037-3
- KARKANOVÁ, Hana, KUNDERA, Ludvík. Jindřich Svoboda: knižní vazby 1977-1993: výstava k 85. narozeninám : Moravská galerie v Brně, Uměleckoprůmyslové muzeum, Husova 14, 21.4.-22.5.1994. V Brně: Moravská galerie, [1994?]. [24] s. ISBN 80-7027-029-2
- KARKANOVÁ, Hana, ŠETLÍK, Jiří a RAJLICHOVÁ, Alena, ed. 17. mezinárodní bienále grafického designu Brno 1996 Česká republika: ilustrace, typografie a písmo v knihách, časopisech a novinách: Moravská galerie Brno, Uměleckoprůmyslové muzeum, Pražákův palác, Místodržitelský palác 19.6.-22.9.1996 = 17th International Biennale of Graphic Design Brno 1996 Czech Republic: illustration, typography and type in books, magazines and newspapers. Překlad Veronika Hanušová a Klára Vašíčková. Brno: Moravská galerie, 1996. 216 s. ISBN 80-7027-051-9
- VANĚK, Oldřich, ed. Knižní vazba a papír: kniha Pavla Režného o knižní vazbě v šestapadesáti vazbách současných knihařů a výtvarníků ze tří zemí. Praha: Arcus, 2001. [12] s.
- KARKANOVÁ, Hana. Jídlo jako krásné umění. Brno: Bohumil Ill, 2002. [44] s.
- KARKANOVÁ, Hana, ed. a MATĚJOVÁ, Judita, ed. Bulletin Moravské galerie v Brně: bibliografie 1963-2003: rejstřík [CD-ROM]. V Brně: Moravská galerie, 2004
- ČABALOVÁ, Eliška a KARKANOVÁ, Hana. Vyhynulé formy. Ostrava: Galérie výtvarného umění, 2005. [32] s. ISBN 80-85091-67-4
- KARKANOVÁ, Hana. Život mezi knihami: 100 let od narození Jindřicha Svobody = Life among books: the centenary of the birth of Jindřich Svoboda. V Brně: Moravská galerie, 2009. [8] s.
- PERŮTKA, Jan a KARKANOVÁ, Hana. Jan Perůtka: umělecká knižní vazba. Zlín: Zlínský zámek, 2015. 8 stran.
- KARKANOVÁ, Hana ed.FK 15: Umění autorské knihy a výtvarná výchova. Brno: Masarykova univerzita 2016. 209 s. ISBN 978-80-210-8471-1
- XVI. Trienále umělecké knižní vazby Plzeň 2019. V Plzni: Společenstvo českých knihařů, 2019. 94 nečíslovaných stran. ISBN 978-80-907573-0-1